# Barry Pepper
Barry Robert Pepper (Campbell River, Columbia Británica; 4 de abril de 1970) es un actor canadiense. Ha destacado por su participación en diversas películas de los 90 y 2000, como Flags of Our Fathers, Saving Private Ryan, The Green Mile o Enemigo público. Ha obtenido  nominaciones a varios premios cinematográficos.

## Primeros años
Pepper creció en la costa oeste de Canadá de una forma muy poco convencional. Cuando tenía cinco años, su familia botó un velero de 15 metros que ellos mismos habían construido en un granero detrás de su casa. Bautizado con el nombre de "Moonlighter", se convertiría en su hogar durante los siguientes cinco años, en el transcurso de un increíble viaje de aventura por todas las islas del Pacífico Sur. Al igual que los primeros exploradores antes que ellos, utilizaron un sextante y la navegación guiada por las estrellas para encontrar lugares como las islas de Fiyi, Tahití, Hawái y las Marquesas. Pepper fue educado por sus padres mediante cursos por correspondencia y fue inscrito en colegios públicos siempre que era posible, en lugares tales como Raratonga y Nueva Zelanda. Los polinesios que Pepper conoció en las remotas islas eran gente muy expresiva que comunicaba su conocimiento a través del relato de historias, la danza y la música. Estos años de formación desarrollaron su amor por la interpretación y, sin televisión y confinado en un velero durante largas travesías de meses entre países, Barry cultivó intensamente su imaginación y su creatividad.
Los Pepper volvieron a Canadá, donde construyeron una granja en una pequeña isla frente a la Costa Oeste. El pueblo era muy ecléctico (una comunidad compuesta por granjeros, hippies, poetas, pintores y músicos). Descubrió su pasión por la interpretación gracias a su participación en el Actors Studio de Vancouver.

## Carrera artística
Barry logró nominaciones a los Globos de Oro, los Emmy y a los premios Critics Choice por su papel protagonista en la película de la HBO 61*. Producido por Billy Crystal, el filme narra la historia de dos jugadores de los New York Yankees, Roger Maris (Pepper) y Mickey Mantle (Thomas Jane), que en 1961 se esforzaron por batir el récord de home runs en una sola temporada establecido por Babe Ruth. Pepper llamó por primera vez la atención de la crítica por su extraordinaria interpretación del soldado Jackson en la película ganadora del Oscar y del Globo de Oro Saving Private Ryan, dirigida por Steven Spielberg. Fue productor ejecutivo y protagonista principal en The Snow Walker, una sobrecogedora epopeya de afecto y lucha por la supervivencia en el siempre bello ártico canadiense. La película se presentó a los festivales de cine de Toronto y Vancouver. El filme recibió nueve nominaciones al Genie Award, incluida la nominación a mejor actor para Pepper. La película también obtuvo seis galardones, incluido el de mejor actor para Pepper, en los Leo Awards, que reconocen el mérito de las mejores producciones de cine y televisión de la Columbia británica. La película también tuvo una gran acogida en el circuito de festivales de cine. Pepper obtuvo un papel en Madison, una serie canadiense al estilo de la famosa Beverly Hills 90210 y de ahí evolucionó hacia papeles ligeramente más prestigiosos. Ya en Estados Unidos, las películas para televisión fueron lo siguiente, destacando la miniserie Titanic, en la que compartía cartel con George C. Scott. Sin embargo la carrera de Barry aún no despegaba.

## Filmografía
- 1992: A Killer Among Frieds.
- 1996: Titanic.
- 1998: Saving Private Ryan, de Steven Spielberg.
- 1998: Enemigo público, de Tony Scott.
- 1999: The Green Mile, de Frank Darabont.
- 2000: Battlefield Earth, de Roger Christian
- 2001: Knockaround Guys, de Brian Koppelman y David Levien.
- 2002: We Were Soldiers, de Randall Wallace.
- 2003: 25th Hour.
- 2004: The Snow Walker, de Charles Martin Smith.
- 2004: The Dale Earnhardt Story, de Russell Mulcahy
- 2005: Mr. Ripley el regreso, de Roger Spottiswoode.
- 2006: Los tres entierros de Melquiades Estrada, de Tommy Lee Jones.
- 2006: Mentes en blanco, de Simon Brand.
- 2006: Flags of Our Fathers, de Clint Eastwood.
- 2009: Siete almas, de Gabriele Muccino.
- 2009: Like Dandelion Dust.
- 2009: Princess Kaiulani, de Marc Forby.
- 2010: True Grit, de los hermanos Coen.
- 2010: When Love Is Not Enough: The Lois Wilson Story, de John Kent Harrison.
- 2010: Casino Jack
- 2011: The Kennedys, de Jon Cassar.
- 2013: Broken City de Allen Hughes
- 2013: Snitch de Ric Roman Waugh
- 2013: El llanero solitario de Gore Verbinski
- 2014: Kill the Messenger de Michael Cuesta
- 2015: Monster Trucks de Chris Wedge
- 2015: Maze Runner: The Scorch Trials de Wes Ball
- 2018: Maze Runner: The Death Cure de Wes Ball
- 2019: Crawl de Alexandre Aja[1]
- 2019: El pájaro pintado de Václav Marhoul
- 2019: Infierno en la tormenta
- 2021:  El silencio de los espías de Brad Turner
- 2013: Broken City : Mark Wahlberg Russel Crowe Catherine Zeta Jones